# Ronald Cerritos
Ronald Osvaldo Cerritos Flores (San Salvador, 3 de janeiro de 1975) é um ex-futebolista salvadorenho que atuava como atacante.

## Carreira
Em seu país, jogou por ADET (1993–97), Alianza (2004) e  San Salvador (2006–07). Foi nos Estados Unidos que Cerritos obteve maior destaque, principalmente vestindo a camisa do San José Earthquakes, pelo qual atuou em 148 jogos e fez 30 gols em 2 passagens (1997 a 2001 e 2005). Pelos Quakes, é o jogador com mais assistências na história da Major League Soccer por um único time (47).
Jogou também por Dallas Burn (atual FC Dallas, entre 2002 e 2003), D.C. United (2003–04), Houston Dynamo (2006), Real Maryland Monarchs e Carolina RailHawks. Após não encontrar outro clube para a temporada 2009, encerrou a carreira aos 35 anos.
Durante o intervalo da partida entre San José Earthquakes e Chicago Fire, em setembro de 2010, foi incluído no Hall da Fama dos Quakes, sendo o segundo jogador a receber a honraria.

## Seleção Salvadorenha
Pela Seleção Salvadorenha, Cerritos fez sua estreia em novembro de 1993 contra os Estados Unidos, enquanto o primeiro de seus 8 gols pelos Cuscatlecos foi na vitória por 3 a 2 sobre Trinidad e Tobago, uma semana depois de completar 23 anos.
Em março de 2000, foi o autor do 400º de El Salvador em partidas oficiais, no jogo contra Belize. Disputou ainda 4 edições da 
Copa Ouro da CONCACAF: 1996, 1998 (em ambas, El Salvador caiu na primeira fase), 2002 (quartas-de-final) e 2007 (primeira fase). O atacante despediu-se da carreira internacional com 70 jogos disputados, até 2008.

## Vida pessoal
Seu filho, Alexis Cerritos (também conhecido como Ronald Cerritos Jr.), também é futebolista profissional, jogando por Loudoun United, AD Oliveirense, Orange County SC e RGV Toros desde 2019, além de ter jogado 2 partidas pela Seleção Salvadorenha (embora seja nascido nos Estados Unidos), em 2017 e 2020.

## Títulos
San José Earthquakes
- MLS Cup: 2001

### Individuais
- MLS Best XI: 1997
- Hall da Fama do San José Earthquakes (2010)